# Giovanni Mariga
Giovanni Mariga (Padova, 24 settembre 1899 – Carrara, novembre 1979) è stato un anarchico e partigiano italiano.
Era figlio di Antonio e Carolina Bettella. Diverse fonti anarchiche e/o liberalsocialiste sostengono che a Giovanni Mariga fu assegnata la Medaglia d'Oro al valore militare per il suo valore e coraggio durante le azioni partigiane ma che egli, coerentemente con le sue idee, la rifiutò. Il Dizionario Biografico degli Anarchici Italiani sostiene che la Medaglia di Bronzo al valore militare, pur non essendo mai stata sollecitata da Mariga, non gli fu assegnata perché nel contempo era stato condannato all'ergastolo per aver partecipato all'uccisione di un ex federale fascista. A tale uccisione egli si dichiarò sempre estraneo durante i vari gradi di giudizio nel processo che seguì.

## Biografia

### La Grande guerra e il primo dopoguerra
Durante la prima guerra mondiale Mariga partecipò alla battaglia di Vittorio Veneto ed ai combattimenti in Trentino. Durante il conflitto cominciò ad interessarsi di politica e ad avvicinarsi all'anarchismo:
Terminata la guerra, Mariga tornò a Padova e fece amicizia con un cameriere triestino che lo introdusse viepiù nell'ideologia anarchica. Giovanni Mariga fece la sua scelta di vita divenendo un militante anarchico e partecipando a numerose azioni contro i fascisti. Questi ultimi lo rinchiusero in carcere, dove rimase fino al 1943, per circa quindici anni.

### La Seconda guerra mondiale e la lotta partigiana
In Lunigiana e nel Carrarese le varie forze antifasciste, riuscendo a mettere in secondo piano le proprie divergenze, soprattutto fra comunisti ed anarchici (causate dai tragici fatti di maggio a Barcellona nella guerra di Spagna), si unificarono nella comune lotta contro i nazi-fascisti. Tale politica non venne attuata in altre aree della penisola italiana. Un altro esempio, pur contraddittorio, di unificazione delle forze antifasciste, si ebbe nella XIII zona operativa del piacentino, di cui Emilio Canzi, il notissimo "colonnello anarchico", ebbe il comando. Incarcerato momentaneamente dai comunisti filostalinisti, fu presto reintegrato nel suo ruolo. Nelle zone in cui gli antifascisti di varie tendenze operarono in sintonia, si ebbero casi di anarchici posti al comando di brigate composte in massima parte o esclusivamente da comunisti e viceversa. Indicativo a tale proposito quanto accadde a Ugo Mazzucchelli, anarchico collegato al CLN e successivamente massimo dirigente locale dell'ANPI, di tendenza socialcomunista.

### Gli anni della Resistenza
Giovanni Mariga tornò in libertà nel giugno 1944, dopo una nuova, anche se breve, detenzione nel carcere di Massa. Si arruolò e combatté nella Brigata Elio Wockievic, formazione legata alla Brigata Lunense, formata in gran parte da anarchici. Mariga divenne ben presto vice comandante di brigata col nome di battaglia di Padovan. In seguito passò alla Brigata Garibaldi di Carrara, comandata da Memo. Nella stessa zona le brigate anarchiche erano assai numerose: oltre alle già citate, erano presenti sul territorio anche il battaglione Lucetti e la "Brigata anarchica Michele Schirru", che agivano frequentemente di concerto. Nella stessa Brigata Lunense combatteva come comandante di sezione un altro anarchico, Sergio Ravenna.
Dopo il 4 gennaio 1945, Mariga passò la Linea Gotica ed entrò nella Special Force di Firenze, militando nella formazione di sabotatori "Tullio". Partecipò a numerose azioni antifasciste, tra cui quella dell'8 novembre 1944 a Carrara (in tale azione furono uccise una spia e numerosi militari tedeschi):
.

### Un eroe della Resistenza
Riportiamo alcune azioni di Mariga e della brigata partigiana di cui fu vicecomandante: nel giugno del 1944 la brigata Elio sferrò un attacco al carcere di Massa e liberò oltre cinquanta reclusi, tra cui Belgrado Pedrini, Giovanni Zava e Gino Giorgi. Tre mesi dopo, Elio e Padovan (nome di battaglia di Giovanni Mariga), travestiti da militari tedeschi, bloccarono una colonna di camion nazisti che transitavano sulla via Aurelia. Molti militari germanici vennero disarmati e furono liberati i loro prigionieri, fra cui un prete. Il travestimento dei partigiani ingenerò confusione fra i tedeschi, i quali, non capendo più quali erano i veri e i finti commilitoni, si spararono fra di loro, mentre i partigiani e i prigionieri si poterono mettere in salvo indisturbati.
Dopo la liberazione di Carrara, Padovan e la propria brigata precedettero gli Alleati nella liberazione di Sarzana e di La Spezia e fecero prigionieri 125 soldati tedeschi.
Le azioni portate avanti da Padovan e compagni furono possibili anche grazie ad un cospicuo armamento, frutto soprattutto dei molti furti compiuti ai danni dei [
nazifascisti, armi di cui lo stesso Elio fornì inventario:
- 2 mitragliatrici Breda Mod. 30 con 20.000 cartucce
- 4 fucili mitragliatori con 5.000 cartucce
- 2 mitragliatrici leggere tedesche con 3.000 colpi
- 7 pistole tedesche automatiche
- 12 fucili mitragliatori Beretta
- 15 Sten (mitra di fornitura alleata in gran uso fra le brigate partigiane)
- 40 fucili tedeschi Mauser
- 50 moschetti Model 41
- 15 fucili modello 41
- 200 bombe a mano
- 200 mine anticarro
- 50 chili di tolite fuso con innesco
- 200.000 cartucce varie.[13]

### Il secondo dopoguerra
Mentre personaggi come Mario Roatta riuscivano a sfuggire attraverso cavilli legali ed amnistie a condanne a morte per crimini di guerra commessi in Jugoslavia, risulta emblematico quanto accadde sia a Giovanni Mariga che a Belgrado Pedrini. Il loro iter giudiziario ricorda quello dell'ex-comandante comunista Francesco Moranino, con la differenza che attorno a Mariga e Pedrini non si scatenò la battaglia politica che si svolse in occasione del "caso" Moranino. Come Belgrado Pedrini, Giovanni Mariga fu arrestato nell'immediato dopoguerra e venne accusato con altri quattro compagni anarchici di aver giustiziato un ex segretario fascista di Santo Stefano di Magra. Processato e condannato prima a 20 anni di carcere e poi all'ergastolo in appello, Mariga si dichiarò sempre estraneo ai fatti imputatigli e, dopo 22 anni di carcere, Sandro Pertini, fra i più noti comandanti partigiani socialisti ed allora presidente della Camera dei deputati, si adoperò per fargli ottenere la grazia.
Giovanni Mariga tornò a Carrara con Belgrado Pedrini, Giovanni Zava e Sergio Ravenna, fondò il "circolo anarchico Bruno Filippi" e proseguì la sua azione di militanza anarchica.
Morì in un incidente stradale nel novembre 1979.